# Ingelger

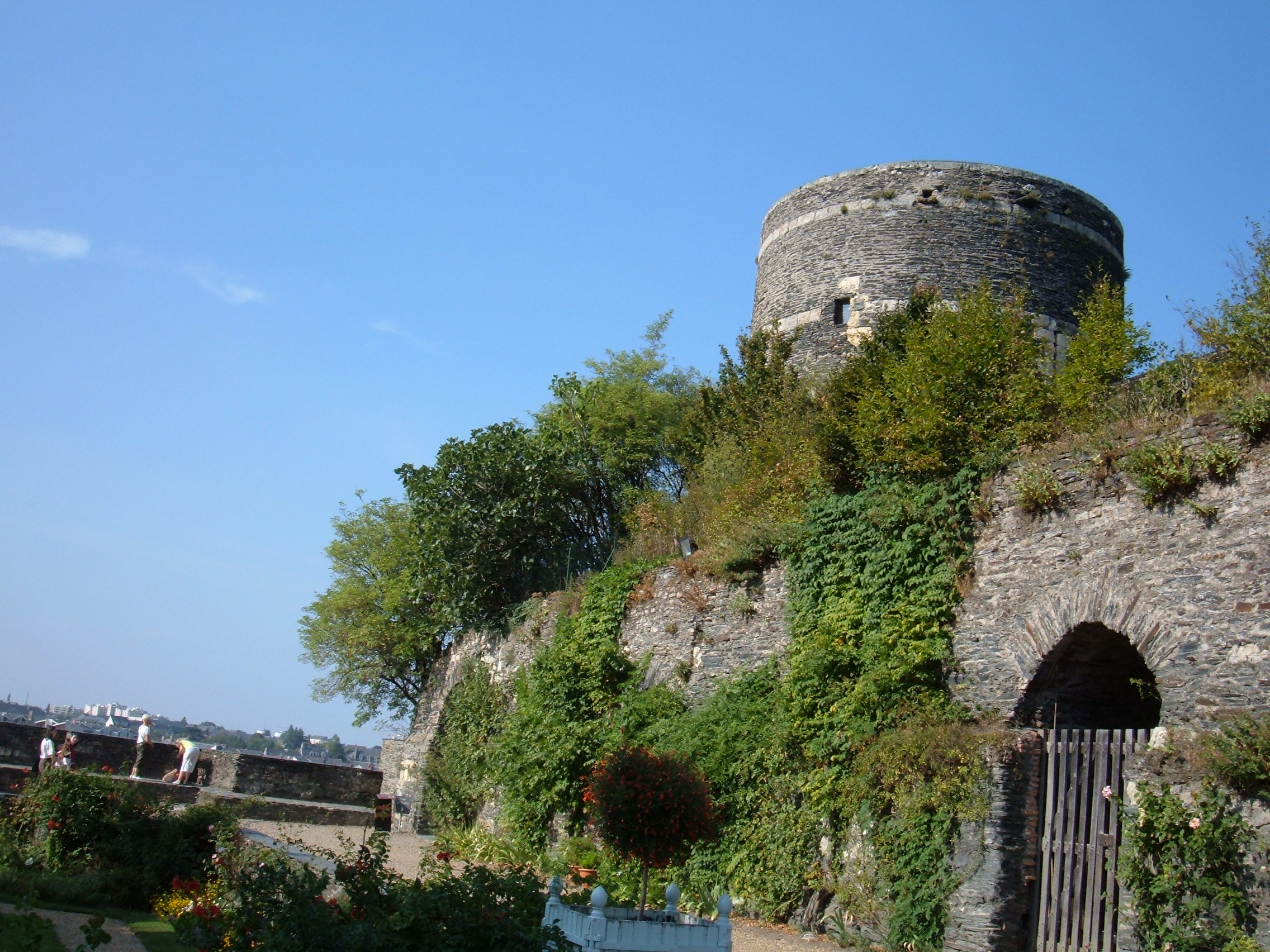
Esterno del Castello dei Visconti d'Angers

Ingelger, in latino Ingelgerius (Rennes, 845 – Tours, 888), è stato visconte d'Angers, di Tours e d'Orléans. In seguito acquisì la Contea d'Angiò.

## Origini
Secondo la Chronica de Gestis Consulum Andegavorum, Chroniques d'Anjou, era figlio del nobile Tertullo (Tertullus nobilis dux) e di Petronilla, figlia di un duca di Borgogna della famiglia dei Guelfi. La paternità di Tertullo è confermata anche dai Gesta Consulum Andegavensium.
Tertullo, sempre secondo la Chronica de Gestis Consulum Andegavorum, Chroniques d'Anjou, era figlio di Torquato; durante il regno di Carlo il Calvo, Tertulfo aveva avuto conferma di una proprietà.

## Biografia
Ingelger nacque in Bretagna, probabilmente a Rennes, verso l'845, e secondo il Chronicon Turonensis, era parente di Ugo l'abate (nepos Hugonis ducis Burgundiæ), marchese di Neustria, conte d'Angiò, di Auxerre, di Nevers e di Tours, che fu anche arcivescovo di Colonia, potente personaggio nella corte di Borgogna dell'epoca, in quanto figlio del primo conte di Borgogna Transgiurana Corrado I e fratello del secondo conte di Borgogna Transgiurana Corrado II.
Fu il capostipite della prima casa d'Angiò. Anche se viene considerato ancora Visconte d'Angers, fu padre del primo conte d'Angiò: Folco I d'Angiò e i membri della famiglia furono anche chiamati: Ingelgeridi; la seconda casa d'Angiò, detta anche dei Plantageneti, che succedette agli Ingelgeridi, discese da un ramo femminile della dinastia, quando tutti i rami maschili erano estinti, quindi fu anche un ascendente della casa reale inglese dei Plantageneti.
Secondo la Chronica de Gestis Consulum Andegavorum, Chroniques d'Anjou, Ingelger fu un condottiero dei Franchi occidentali, infatti, durante il regno di Carlo il Calvo, fu un militare molto apprezzato, anche più del padre e poi lo fu anche col successore di Carlo, Luigi II il Balbo.
Carlo il Calvo gli assegnò parte di un feudo nella zona di Château-Landon.
Poi, secondo la Historia Comitum Andegavorum, Chroniques d'Anjou, il nuovo re dei Franchi occidentali, Luigi II il Balbo lo fece visconte di Orléans e lo nominò suo rappresentante a Tours, dove organizzò la difesa della città contro l'attacco dei Normanni.
Nell'877 si rese protagonista di un gesto che gli procurò la riconoscenza della città di Tours, dove si rischiò una ribellione. Successe che durante una scorreria dei Normanni nelle vicinanze di Tours, i cittadini, in vista di un eventuale saccheggio, portarono il corpo del loro Arcivescovo San Martino di Tours, nella più sicura città di Auxerre. Finito il pericolo però i cittadini di Auxerre non volevano rendere il corpo del santo vescovo. Intervenne direttamente Ingelger che fece riportare il corpo di San Martino nella sua sede primitiva.
I cittadini di Tours, per riconoscenza, lo nominarono tesoriere della città.
Luigi II il Balbo (tra l'877 e l'879) gli assegnò la metà della contea d'Angiò.
Secondo la Historia Comitum Andegavorum, Chroniques d'Anjou, Ingelger sposò Aelindis, nipote dei fratelli, Rursus Adelardus e Raymo, con incarichi ad Angers e a Tours (Rursus Adelardus et Raymo ambo germani fratres, Turonensium et Andegavensium pontifices, neptem suam Aelindis), ed è attraverso lei che ereditò il titolo di visconte d'Angers, la donna veniva da una nobile famiglia di Orléans, ma originaria di Amboise, e non a caso questi territori entrarono a far parte della futura Contea d'Angiò.
Mentre, per la Chronica de Gestis Consulum Andegavorum, Chroniques d'Anjou, la moglie di Ingelger si chiamava Adele ed era l'unica figlia Goffredo, signore di Château-Landon e del Gâtinais (Landonensis castri sive Gastinensis pagi consul nomine Gaufredus…filiam unicam habens, nomine Adelam), che ereditò tutte le proprietà del padre, senza eredi maschi (questa seconda versione potrebbe avere confuso la moglie di Ingelger con la moglie del figlio, il primo conte d'Angiò, Folco I d'Angiò detto il Rosso).
La Chronica de Gestis Consulum Andegavorum, Chroniques d'Anjou, non viene considerato molto attendibile come fonte, così come le gesta di Ingelger vengono definite spesso al limite del leggendario, vista anche la differenza temporale tra la stesura dello scritto e il periodo nel quale ha vissuto il capostipite degli Ingelgeridi; fra le notizie curiose che ci tramanda questo testo c'è anche una che riguarda il giovane Ingelger: essendo una nobildonna, sua madrina di battesimo, accusata di infedeltà, Ingelger ne prese le difese e uccise in duello il suo accusatore. La stessa vicenda viene ricordata anche dalla Historia Comitum Andegavorum, Chroniques d'Anjou, in modo più succinto.
Con le sue vittorie militari e il matrimonio, Ingelger, iniziò ad espandere i confini delle terre da lui controllate, ereditate dal padre, con la signoria sulla città di Château-Landon, poi la Contea d'Angiò occidentale fino al confine naturale del fiume Mayenne, assegnatagli dal re Luigi II di Francia, verso l'878.
La Historia Comitum Andegavorum, Chroniques d'Anjou, ricorda che Ingelger fu soggetto ad una malattia polmonare (focositatem, phthisim et hydropisim), che, nell'888, lo portò alla morte e fu tumulato nella chiesa di Saint-Martin a Châteauneuf-sur-Sarthe ("ecclesia beati Martini Castrinovi"), come viene confermato anche dalla Historia Comitum Andegavorum, Chroniques d'Anjou.
Gli succedette il figlio Folco I d'Angiò detto il Rosso.
Una vicenda analoga a quella già narrata per il giovane Ingelger, viene ricordata ancora dalla Chronica de Gesta Consulum Andegavorum, Chroniques d'Anjou, e riguarda Adele, che, dopo essere rimasta vedova, venne accusata di adulterio da un parente di Ingelger, di nome Guntranno, che venne sfidato da un giovane figlioccio di Adela, che sconfisse e uccise Guntranno, scagionando così Adela da ogni accusa. Questa vicenda viene ripresa anche dai Gestis Consulum Andegavensium, dove di Guntranno si dice che fosse un valente combattente e, anche qui il duello viene descritto nei particolari.

## Discendenza
Ingelger dalla moglie Adelais ebbe un unico figlio, che, nel documento n° CLXXVII del Cartulaire de l'abbaye de Saint-Aubin d'Angers, Tome I, dell'anno 929 o 930 lo cita come suo padre:
(Cart. S.-Aubin, 1: 203-4 - Cart. Angers, 75)
- Folco I d'Angiò detto il Rosso ( † ca. 942) è considerato capostipite della prima casa d'Angiò ed è stato il primo conte d'Angiò anche se nelle Chroniques d'Anjou il primo è considerato Ingelger e Folco viene citato come secondo conte angioino:

(Chroniques d'Anjou)

### Fonti primarie
- (LA)  Monumenta Germaniae Historica, Scriptores, tomus II.
- (LA)  Monumenta Germaniae Historica, Scriptores, tomus I.
- (LA)  Annales Bertiniani.
- (LA)  Rerum Gallicarum et Francicarum Scriptires, tomus IX.
- (LA)  Cartulaire de l'abbaye de Saint-Aubin d'Angers, tomus I.

### Letteratura storiografica
- Émile Mabille, Introduction au Chroniques des Comtes d'Anjou in Société de l'Histoire de France, vol. 155, Paris, 1871.
- Bernard S. Bachrach, Some observations on the origins of the Angevin dynasty in Medieval Prosopography 10 no. 2 (1989).
- Frederic Miller, Agnes Vandome, John McBrewster, Ingelger, VDM Verlag, 2010
- René Poupardin, I regni carolingi (840-918), in Storia del mondo medievale, vol. II, 1999, pp. 583–635
- (LA)  Marchegay, P. e Salmon, A., Chroniques d'Anjou Tomo I.